# Роздольне (Куп'янський район)
Роздольне (з 1711 до 1760 — Кантимирівка, з 1760 до 1903 — Лозове, з 1903 до 1925 — Богородичне, з 1926 до 4 лютого 2016 — Ленінка) — село в Україні, у Шевченківській селищній громаді Куп’янського району Харківської області. Населення становить 179 осіб. До 2020 орган місцевого самоврядування — Аркадівська сільська рада.

## Географія
Село Роздольне знаходиться на лівому березі річки Великий Бурлук, вище за течією на відстані 2 км розташоване село Смолівка, нижче за течією на відстані 2 км розташоване село Крейдянка (нежиле) і за 4 км — село Аркадівка, на протилежному березі — село Сергіївка (нежиле). По селу протікає пересихаючий струмок.

## Історія
- 1711 — дата заснування як села Кантимирівка.
- 1760 — перейменоване в село Лозове.
- 1903 — перейменоване в село Богородичне.
- 7 (20) листопада 1917 року, відповідно до.Третього Універсалу Української Центральної Ради, увійшло до складу Української Народної Республіки[1].
- 1925 — перейменоване в село Ленінка.
- 4 лютого 2016 — перейменоване в село Роздольне.
- 12 червня 2020 року, відповідно до Розпорядження Кабінету Міністрів України № 725-р «Про визначення адміністративних центрів та затвердження територій територіальних громад Харківської області», увійшло до складу Шевченківської селищної територіальної громади[2].
- 19 липня 2020 року, в результаті адміністративно-територіальної реформи та ліквідації Шевченківського району, село увійшло до складу новоутвореного Куп'янського району Харківської області[3].

## Економіка
- Свино-товарна ферма.

1. ↑  (IІІ) УНІВЕРСАЛ УКРАЇНСЬКОЇ ЦЕНТРАЛЬНОЇ РАДИ. static.rada.gov.ua. Процитовано 16 липня 2025.
2. ↑  Про визначення адміністративних центрів та затвердження територій територіальних громад Харківської області. Офіційний вебпортал парламенту України (укр.). Процитовано 4 листопада 2022.
3. ↑  Постанова Верховної Ради України від 17 липня 2020 року № 807-IX «Про утворення та ліквідацію районів»